# SV Uruguay
S.V. Uruguay is een Bonairiaanse voetbalclub uit Antriol. Deze club komt momenteel uit in de Bonaire League, het hoogste niveau voetbal op Bonaire. De club is opgericht in 1932 en is de oudste voetbalclub die nog steeds actief is op het eiland. 

## Erelijst
- Bonaire League
  - Winnaar: 1983
  - Tweede plaats: 1999/00